# 63.ª División (Ejército Popular de la República)
La 63.ª División fue una de las divisiones del Ejército Popular de la República que se organizaron durante la guerra civil española sobre la base de las Brigadas Mixtas. Durante toda la contienda estuvo desplegada en el frente de Córdoba.

## Historial
La unidad fue creada a finales del verano de 1937. Quedó compuesta por las brigadas 25.ª, 86.ª, 114.ª, con su puesto de mando en Villanueva de Córdoba. El mando de la división recayó en el teniente coronel de milicias Aldo Morandi, contando con el mayor de milicias Fritz Schiller como jefe de Estado Mayor. A finales de año fue incorporada al VIII Cuerpo de Ejército.
En febrero de 1938, Morandi pasó a mandar la división «Extremadura», siendo sustituido por el mayor de infantería José Frías González-Mouvelles. Salvo algunas acciones esporádicas, durante la mayor parte de la contienda la 63.ª División no tomó parte en operaciones militares de relevancia. En marzo de 1939, tras el golpe de casado, el mayor de milicias Ildefonso Castro Ruiz asumió el mando de la unidad. El final de la guerra sorprendió a la unidad en este frente.

## Mandos
Comandantes
- teniente coronel de milicias Aldo Morandi;[1]
- mayor de infantería José Frías González-Mouvelles;[5]
- teniente coronel Julián del Castillo;[6][7]
- mayor de milicias Ildefonso Castro Ruiz;[4]

Jefes de Estado Mayor
- mayor de milicias Fritz Schiller;[1]
- capitán de infantería Enrique Trigo Bru;[5]

Comisarios
- Bondadoso Vera Jiménez, de la CNT;[8]

## Orden de batalla
| Fecha                | Cuerpo de Ejército adscrito | Brigadas Mixtas integradas | Frente de batalla |
| -------------------- | --------------------------- | -------------------------- | ----------------- |
| Diciembre de 1937    | VIII Cuerpo de Ejército     | 25.ª, 86.ª, 114.ª          | Córdoba           |
| Julio de 1938        | VIII Cuerpo de Ejército     | 86.ª, 88.ª Bis y 114.ª     | Córdoba           |
| Agosto-sept. de 1938 | VIII Cuerpo de Ejército     | 61.ª, 86.ª y 114.ª         | Córdoba           |